# Ryan Mullen
Ryan Mullen   (Birkenhead, 7 d'agost de 1994) és un ciclista irlandès, professional des del 2014 i actualment a l'equip Bora-Hansgrohe. També competeix en pista.
Als Campionats del món en ruta del 2014, va aconseguir la medalla de plata a la prova sub-23 en contrarellotge.

## Palmarès en ruta
- 2012
  - 1r a la Crono de les Nacions-Les Herbiers-Vendée júnior
- 2013
  -  Campió d'Irlanda sub-23 en contrarellotge
  - 1r a la Crono de les Nacions sub-23
- 2014
  -  Campió d'Irlanda en ruta
  -  Campió d'Irlanda sub-23 en ruta
  -  Campió d'Irlanda sub-23 en contrarellotge
- 2015
  -  Campió d'Irlanda en contrarellotge
  -  Campió d'Irlanda sub-23 en contrarellotge
- 2017
  -  Campió d'Irlanda en ruta
  -  Campió d'Irlanda en contrarellotge
- 2018
  - Vencedor d'una etapa a la Volta a San Juan[2]
  -  Campió d'Irlanda en ruta
  -  Campió d'Irlanda en contrarellotge
- 2019
  -  Campió d'Irlanda en contrarellotge
- 2021
  -  Campió d'Irlanda en ruta
  -  Campió d'Irlanda en contrarellotge
- 2023
  -  Campió d'Irlanda en contrarellotge
- 2025
  -  Campió d'Irlanda en contrarellotge

### Resultats al Giro d'Itàlia
- 2018. 138è de la classificació general
- 2024. 131è de la classificació general

### Resultats a la Volta a Espanya
- 2022. 128è de la classificació general